# Gwendolen Fer
Gwendolen Fer, née le 2 février 1986 à Toulouse, est une cavalière de Concours complet d'équitation. Elle a notamment remporté le CCI***** de Pau en 2017 (Les Étoiles de Pau), devenant ainsi la première femme française à remporter une épreuve de ce niveau dans cette discipline olympique. En 2022, elle devient championne de France Pro Elite à Vittel avec son cheval Romantic Love.

## Biographie
Issue d’une famille sportive mais non cavalière, Gwendolen Fer débute l’équitation à poney à cinq ans. Trois ans plus tard, elle commence la compétition avec succès puisqu’elle décroche ensuite le titre de championne de France de concours complet dans l’ensemble des catégories : poney (2002), juniors (2002) et jeunes cavaliers (2006) et Pro Elite (2022).
En 2009, diplômée d’une licence de gestion et du monitorat d’équitation, elle intègre l’ESC Grenoble, qu'elle quitte en cours d'année, pour se consacrer pleinement à sa passion et en faire son métier. Elle crée ses écuries familiales. L’établissement est composée d’une écurie de propriétaires et d’un pôle compétition. Labellisée écurie de compétition et site d’excellence sportive par la Fédération française d'équitation, « l’Ecurie Gwendolen Fer » propose également une section sport-études spécialisée en Concours complet.[réf. nécessaire]
2009 est également marquée par sa première participation à une épreuve du « grand chelem » le CCI***** de Pau, elle termine septième. Elle terminera sixième en 2010. En 2011, elle intègre le groupe France, elle est alors la benjamine mais également la seule femme.
En 2015, à travers sa sélection pour les championnats d’Europe, édition disputée en Écosse, elle est la première femme française depuis quatorze ans à participer à un grand championnat. Elle termine la saison sur une victoire au CCI****-s du Pouget. C’était la première victoire d’une femme française sur ce niveau d’épreuve internationale. 
Elle est présélectionnée pour les Jeux olympiques de 2016 à Rio de Janeiro et remporte son deuxième concours 4 étoiles à Jardy-Paris.
En 2017, elle devient la première femme française de l'histoire à remporter une des six épreuves du grand chelem de concours complet, le CCI***** de Pau,. En juin 2018, elle atteint la 24e place mondiale au classement FEI (12e femme).
Elle compte 6 victoires au niveau CCI 4étoiles, une en CCI 5 étoiles et trois victoires en coupe des nations de concours complet.
En 2022, elle devient championne de France Pro Elite à Vittel avec son cheval Romantic Love.

## Palmarès
Principaux résultats de Gwendolen Fer, :
2023
- Vainqueur avec l'équipe de France de la coupe des nations du Haras de Jardy
- Championnat de France Pro Elite - 4e avec Romantic Love
- CCIO4*s du Haras de Jardy - 9e avec Romantic Love
- CCI3*s  du Haras de Jardy - 3e avec Fashion Fonroy

2022
- Championne de France Pro Elite avec Romantic Love[10].

2021
- CCI4*s du Haras du Pin - 1re avec Traumprinz
- CCI4*s  du Haras de Jardy - 1re avec Romantic Love
- CCI4*s  du Haras de Jardy - 3e avec Arpège de Blaignac
- CCI4*s du Haras du Pin - 4e avec Romantic Love
- Vainqueur avec l'équipe de France de la coupe des nations du Haras du Pin
- Championnat d'Europe Senior CCE à Avenches (SUI) sélectionnée avec Romantic Love

2020
- CCI4*s du Haras du Pin - 3e avec Traumprinz
- CCI4*s de Barroca d'Alva - 4e avec Traumprinz

2019
- CCI4*L de Pratoni del Vivaro - 1re avec Romantic Love
- CCI4*s de Lignières  - 2e avec Traumprinz
- CCI4*s de Pratoni del Vivaro - 3e Arpège de Blaignac
- CCI3*s du Haras du Pin - 1re avec Traumprinz
- CCI3*L de Lignières - 2e avec Romantic Love
- CCI3*L de Lignières - 7e avec  Arpège de Blaignac

2018
- CCI4*s de Bramham - 2e avec Romantic Love
- CCI4*s  de Chatsworth- 5e avec Romantic Love

2017
- CCI***** de Pau - 1re avec Romantic Love
- CCI4*s  du Haras de Jardy - 1re avec Romantic Love
- Championnat de France Pro Elite - 2e avec Romantic Love
- CCI4*L  de Saumur - 6e avec Traumprinz
- CCI4*s  du Haras de Jardy - 6e avec Traumprinz
- Championnat d'Europe Senior CCE à Strzegom (POL) sélectionnée avec Traumprinz

2016
- CCI4*s  du Pouget - 2e avec Romantic Love
- CCI4*s  du Haras de Jardy - 1re avec Traumprinz
- CCI***** de Badminton - 16e avec Romantic Love

2015
- CCI4*s  du Pouget - 1re avec Romantic Love
- CCI4*L de Bramham (GBR) - 3e avec Romantic Love
- CCIO4*s  de Fontainebleau 2e avec Romantic Love
- Championnat d'Europe Senior CCE à Blair Castle (GBR) 36e avec Romantic Love
- Vainqueur avec l'équipe de France la coupe des nations de Fontainebleau

2014
- CCI4*L de Blair Castle (GBR) - 4e avec Romantic

2010
- CCI***** de Pau - 6e avec Leria du Ter

2009
- CCI***** de Pau - 7e avec Leria du Ter

Championne de France de Concours complet dans l’ensemble des catégories  : Poney (2002), Juniors (2002), Jeunes cavaliers (2006)  Pro Elite (2022) et vice-championne Pro Elite en 2017

### Circuit Grand National de la Fédération française d'équitation
Sur le Grand National de la Fédération française d'équitation :
- 2011: 2e
- 2014: 2e
- 2015: 2e
- 2016: 3e
- 2017: Vainqueur au sein de l'équipe Antarès - Horselot.com Transport formée avec Karim Laghouag et Julie Simonet
- 2018: Vainqueur au sein de l'équipe Equithème-Jimenez Transport formée avec Karim Laghouag et Julie Simonet
- 2019: 5e avec l'équipe Equithème-Jimenez Transport formée avec Karim Laghouag et Julie Simonet
- 2020: 5e avec l'équipe Equithème-Jimenez Transport formée avec Karim Laghouag et Noémie Bosc
- 2021: 6e l'équipe Equithème-Jimenez Transport formée avec Karim Laghouag et Noémie Bosc[11]
- 2022: 2e l'équipe Equithème-la Gée Equipement du cheval formée avec Karim Laghouag et Noémie Bosc[11]